# Tracey Freeman
Tracey Freeman (1948- octubre de 2023) fue una atleta paralímpica australiana, ganadora de diez medallas en dos Juegos Paralímpicos.

## Biografía
Freeman quedó tetrapléjica debido a la poliomielitis a la edad de dos años en 1951, mientras vivía en la ciudad de Mount Isa en Queensland. Asistió al Centro de Niños Crippled en el suburbio de Redfern en Sídney hasta los 15 años, cuando se mudó al Centro de Rehabilitación Mt Wilga. Desarrolló una pasión por la competición deportiva, habiéndose introducido en el tiro con arco, los eventos de campo y la natación durante su rehabilitación. Luego se mudó con su familia a Queensland y pasó un tiempo en el Centro de Rehabilitación Kingsholm en Brisbane. Se casó poco antes de los Juegos Paralímpicos de Heidelberg de 1972.

## Carrera
Su primera competencia nacional fueron los Juegos Nacionales de Sillas de Ruedas en Sídney, donde ganó todos los eventos en los que participó; rompió récords australianos en disco, jabalina, lanzamiento de bala y los 60   m sprint, y ganó una medalla de oro en tenis de mesa. Por lo tanto, fue seleccionada para un lugar en el equipo australiano en los Juegos Paralímpicos de Heidelberg de 1972, donde ganó tres medallas de oro y batió récords mundiales en los eventos de lanzamiento de disco femenino 1B,  jabalina femenina 1B y tiro femenino 1B, y dos medallas de plata en los 60m en silla de ruedas 1B y eslalomm 1B para mujeres. Fue la atleta más exitosa en los juegos, la primera australiana en ganar una medalla de oro en una competencia de atletismo paralímpico, y una de las primeras competidoras paralímpicas de alto perfil de Australia.  
Defendió sus títulos nacionales en eventos de atletismo en los Juegos Nacionales de Silla de Ruedas de 1973 en Adelaida y ganó una medalla de oro en eslalon en silla de ruedas. Rompió récords de juegos en los Juegos Parapléjicos de la Commonwealth de 1974 en Dunedin y ganó medallas de oro en disco y lanzamiento de bala y medallas de plata en los 60.   m y eslalon en los primeros Juegos FESPIC en Japón al año siguiente. En los Juegos de Toronto de 1976, ganó tres medallas de oro y tres récords mundiales en los 60 m femeninos 1C, Jabalina 1C Femenina, y lanzamiento 1C, y dos medallas de plata en los eventos Women's Discus 1C y Women's Slalom 1C. Esperaba participar en los Juegos Paralímpicos de Arnhem de 1980, pero un accidente automovilístico justo antes de los juegos la obligó a retirarse de la competencia. Regresó a principios de la década de 1990, cuando nuevamente ganó medallas en competiciones nacionales y estableció récords australianos, antes de retirarse en 1996.

## Reconocimiento
En 1976, se convirtió en la primera atleta con discapacidad en ganar el premio a la deportista del año de The Courier-Mail.
En 2000, recibió una Medalla Deportiva Australiana. El premio a la atleta Tracey Freeman de Sporting Wheelies and Disabled Association es creado en su honor. En diciembre de 2016, fue incluida en el Salón de la Fama Paralímpica de Australia.